# Abrâmio
Abrâmio (em grego: Αβράμης; romaniz.: Abrámis) foi um padre e diplomata bizantino do século VI. Filho de Eufrásio e pai de Nonoso, foi enviado à corte lacmida de Alamúndaro III (r. 505–554) pelo imperador Justino I (r. 518–527) no fim de 523 / início de 524 quando capturou os generais Timóstrato e João. Depois, sob Justiniano (r. 527–565), foi enviado em duas ocasiões à corte quindita de Caiso (r. 528–531): a primeira, em 528, para negociar a paz; a segunda, em 531, retornou para Constantinopla acompanhado de Caiso.